# Ames (cetro)
Ames o amesh es un cetro en forma de bastón o maza utilizado como insignia real en el Antiguo Egipto.
El ames era un símbolo de poder soberano, al mismo tiempo que estaba dotado de poderes divinos. Se utilizaba especialmente en los cultos funerarios. 
| S44 |

| S44 |

El cetro ames más antiguo conocido tenía unos 35 centímetros de largo y fue encontrado en un enterramiento del Período Predinástico, junto a un esqueleto en el yacimiento arqueológico de El-Omari, por lo que se ha supuesto que pertenecería a un gobernante de esta zona del Bajo Egipto. 
Aunque se remonta al período predinástico, los reyes lo mantuvieron como insignia, incorporándolo a nuevos rituales a lo largo de las dinastías, durante toda la historia del antiguo Egipto.
Así, en la estatua del príncipe Rahotep de la Dinastía III del Imperio Antiguo, aparece en la siguiente inscripción:
"Gran Profeta (sacerdote) de Heliópolis, único en la fiesta, artesano del cetro ames." 
Aparece también nombrado en el Gran Himno a Amón-Ra del Papiro Boulaq 17 correspondiente a la Dinastía XVIII: 

...Amado de las coronas del Alto y Bajo Egipto,
Señor de la doble corona que porta el cetro ames, 
Señor del cetro mekes que sostiene el flagelo.